# Logion
Logion (z řeckého λόγιον výrok; pl. logia) označuje v novozákonní kritice Ježíšův výrok či větu, kterou si původně zapamatovali jeho posluchači a která byla následně písemně zaznamenána do sbírky těchto výroků. Logion tedy obvykle představuje historický materiál, který není dostupný v jiném dobovém dokumentu (např. evangeliu).
Mezi nejvýznamnější takové sbírky patří hypotetická sbírka logií Q či část Tomášova evangelia. Sbírka logií Q byla zřejmě redigována evangelisty při sepsání synoptických evangelií.
Dalším pramenem logií jsou dva papyry nalezené v Oxyrhynchu v letech 1897 a 1904, které jsou dnes považovány buď za součást řeckého originálu apokryfního Tomášova evangelia, nebo za součást tomuto evangeliu blízkému dokumentu.
Sbírku logií snad cituje i apoštol Pavel, když hovoří o „výrocích Pána Ježíše“, přičemž cituje agrafon, nedochované v jiném spise: „Je blaženější dávat, než dostávat.“